# فرنك إفريقي

الدول حيث الفرنك الإفريقي متداول
فرنك وسط إفريقي
فرنك غرب إفريقي

الفرنك الإفريقي أو فرنك س ف ا (بالفرنسية: Franc CFA) هو عملة متداولة في 12 دولة إفريقية كانت سابقا مستعمرات فرنسية بالإضافة إلى غينيا بيساو (مستعمرة برتغالية سابقة) وغينيا الاستوائية (مستعمرة إسبانية سابقة) ويعتمد قانون العملة رمز XAF للعملة المتداولة في وسط إفريقيا و XOF للعملة في غرب إفريقيا.
للعملة قيمة ثابتة مرتبطة باليورو:
- 100 فرنك إفريقي = 0.152449 يورو
- 1 يورو = 655.957 فرنك إفريقي

رغم كون الفرنك المتداول في وسط إفريقيا يساوي بقيمته الفرنك المتداول في غرب إفريقيا إلا أنه لا يمكن استعمال عملة دول وسط إفريقيا في دول غرب إفريقيا وبالعكس.

## الاستخدام
يُستخدم فرنك الاتحاد المالي الأفريقي في أربعة عشر دولة: اثنتا عشرة دولة كانت خاضعة سابقًا لحكم فرنسا في غرب ووسط أفريقيا (باستثناء غينيا وموريتانيا اللتين انسحبتا)، بالإضافة إلى غينيا بيساو (مستعمرة برتغالية سابقة)، وغينيا الاستوائية (مستعمرة إسبانية سابقة). يبلغ إجمالي عدد سكان هذه الدول الأربع عشرة 210.4 مليون نسمة. مليون شخص (اعتبارًا من عام 2023)، ويبلغ إجمالي الناتج المحلي السنوي 313.7 دولارًا أمريكيًا مليار (اعتبارًا من عام 2023).

## الأسم
بين عامي 1945 و1958، كان CFA يرمز إلى Colonies françaises d'Afrique ("المستعمرات الفرنسية في أفريقيا")؛ ثم لـ Communauté française d'Afrique ( "الجماعة الفرنسية ‏ الأفريقية") بين عام 1958 (تأسيس الجمهورية الفرنسية الخامسة) واستقلال هذه الدول الأفريقية في بداية الستينيات. منذ الاستقلال، يُفهم من مصطلح "الجماعة الفرنسية الأفريقية" أنه يعني Communauté Financière Africaine (الجماعة المالية الأفريقية) أو Coopération financière en Afrique Centrale (انظر المؤسسات أدناه).

## المؤسسات
هناك عملتان مختلفتان تُسمى فرنك غرب أفريقيا (رمز العملة ISO 4217 XOF)، وفرنك وسط أفريقيا (رمز العملة ISO 4217 XAF). يُميّز بينهما في اللغة الفرنسية اختصار CFA. سعر صرف هذين الفرنكين هو نفسه سعر صرف اليورو (1 يورو = 655.957 XOF = 655.957 XAF)، وكلاهما مضمون من قِبل الخزانة الفرنسية (Trésor public)، ولكن العملتين هما العطاء القانوني الوحيد في البلدان الأعضاء الخاصة بهما.

### غرب أفريقيا

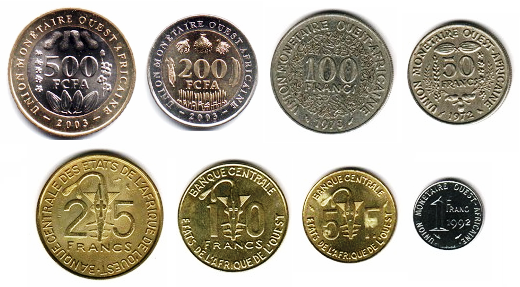
عملات الفرنك غرب الأفريقي

الفرنك غرب أفريقيا ( XOF ) يُعرف في اللغة الفرنسية باسم Franc CFA، حيث يشير CFA إلى Communauté financière d'Afrique ("المجتمع المالي لأفريقيا") أو Communauté Financière Africaine ("الجماعة المالية الأفريقية"). صادر عن البنك Banque Centrale des États de l'Afrique de l'Ouest، أي "البنك المركزي لدول غرب أفريقيا")، ومقره في دكار، السنغال، للدول الثمانية الأعضاء في الاتحاد الاقتصادي والنقدي لغرب أفريقيا (Union Économique et Monétaire Ouest Africaine، أي "الاتحاد الاقتصادي والنقدي لغرب أفريقيا"):
- بنين
- بوركينا فاسو
- غينيا بيساو
- ساحل العاج
- مالي
- النيجر
- السنغال
- توغو

يبلغ مجموع سكان هذه الدول الثماني 147.6 مليون نسمة. مليون شخص (اعتبارًا من عام 2023)، ويبلغ إجمالي الناتج المحلي الإجمالي 199.4 دولارًا أمريكيًا مليار (اعتبارًا من عام 2023).

### وسط أفريقيا
الفرنك الوسط أفريقي ( XAF ) يُعرف في اللغة الفرنسية باسم Franc CFA

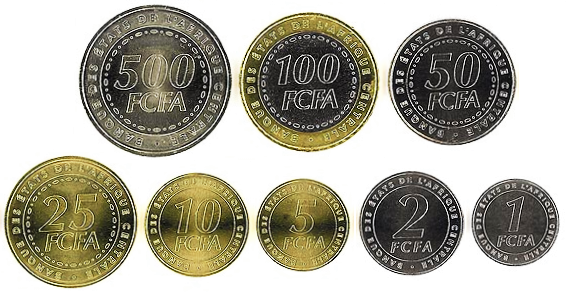
عملات الفرنك الأفريقي الوسط أفريقي

، حيث يشير CFA إلى Coopération financière en Afrique centrale ("التعاون المالي في وسط أفريقيا"). إصدر من قبل BEAC (Banque des États de l'Afrique Centrale، أي "بنك دول أفريقيا الوسطى")، ومقره في ياوندي، الكاميرون، لصالح البلدان الستة الأعضاء في Communauté Économique et Monétaire de l'Afrique Centrale، أي "المجموعة الاقتصادية والنقدية لوسط أفريقيا"):
- الكاميرون
- جمهورية أفريقيا الوسطى
- تشاد
- غينيا الاستوائية
- الغابون
- جمهورية الكونغو

يبلغ مجموع سكان هذه الدول الست 62.8 مليون نسمة. مليون شخص (اعتبارًا من عام 2023)، ويبلغ إجمالي الناتج المحلي الإجمالي 114.3 دولارًا أمريكيًا مليار (اعتبارًا من عام 2023).
في عام 1975، إصدرت أوراق نقدية من فرنك وسط أفريقيا بوجه فريد لكل دولة مشاركة، ووجه خلفي مشترك، على غرار عملات اليورو.
غينيا الاستوائية، المستعمرة الإسبانية السابقة الوحيدة في المنطقة، اعتمدت اتفاقية الإطار التعاوني في عام 1984.

## التاريخ
أُنشئ فرنك الاتحاد المالي الأفريقي في 26 ديسمبر 1945، إلى جانب فرنك الاتحاد المالي الفرنسي. وكان سبب إنشائهما هو ضعف الفرنك الفرنسي فور انتهاء الحرب العالمية الثانية. وعندما صادقت فرنسا على اتفاقية بريتون وودز في ديسمبر 1945، خُفِّضت قيمة الفرنك الفرنسي من أجل تحديد سعر صرف ثابت مع الدولار الأمريكي. و إنشئت عملات جديدة في المستعمرات الفرنسية لتجنيبها التخفيض الكبير في القيمة، مما يسهل عليها استيراد السلع من فرنسا (ويجعل في الوقت نفسه من الصعب عليها تصدير السلع إلى فرنسا). قدم المسؤولون الفرنسيون القرار على أنه عمل من أعمال الكرم. ونُقل عن رينيه بليفين، وزير المالية الفرنسي، قوله:
في إظهار لكرمها وإيثارها، فإن فرنسا الحضرية، التي لا ترغب في فرض عواقب فقرها على بناتها البعيدات، تحدد أسعار صرف مختلفة لعملاتها.

### سعر الصرف
أُنشئ الفرنك الأفريقي بسعر صرف ثابت مقابل الفرنك الفرنسي. ولم يُغيّر سعر الصرف هذا إلا مرتين، في عامي 1948 و1994 (إلى جانب التكيف الاسمي مع الفرنك الفرنسي الجديد في عام 1960 واليورو في عام 1999).
سعر الصرف:
- 26 ديسمبر 1945 إلى 16 أكتوبر 1948 – F.CFA 1 = 1.70 فرنك فرنسي. هذه العلاوة البالغة 70 سنتيمًا هي نتيجة إصدار الفرنك الأفريقي، الذي وفّر على المستعمرات الفرنسية في أفريقيا انخفاض قيمة العملة في ديسمبر 1945 (قبل ديسمبر 1945، كان الفرنك المحلي الواحد في هذه المستعمرات يساوي فرنكًا فرنسيًا واحدًا).
- 17 أكتوبر 1948 إلى 31 ديسمبر 1959 – F.CFA 1 = 2 فرنك فرنسي (كان الفرنك الأفريقي قد تبع انخفاض قيمة الفرنك الفرنسي مقابل الدولار الأمريكي في يناير 1948، ولكن في 18 أكتوبر 1948، انخفضت قيمة الفرنك الفرنسي مرة أخرى وهذه المرة أعيد تقييم الفرنك الأفريقي مقابل الفرنك الفرنسي لتعويض كل هذا الانخفاض الجديد في قيمة الفرنك الفرنسي تقريبًا؛ وبعد أكتوبر 1948، تبع الفرنك الأفريقي جميع الانخفاضات المتتالية في قيمة الفرنك الفرنسي)
- من 1 يناير 1960 إلى 11 يناير 1994 – F.CFA 1 = NF 0.02 (1 يناير 1960: إعيدت تسمية الفرنك الفرنسي، حيث أصبح 100 فرنك قديم يساوي فرنكًا جديدًا واحدًا)
- 12 يناير 1994 إلى 31 ديسمبر 1998 – الاتحاد الأفريقي لكرة القدم 1 = ف 0.01. انخفاض قيمة العملة بنسبة 50% خلال ليلة واحدة.
- من 1 يناير 1999 فصاعدًا – F.CFA 100 = 0.152449 يورو أو 1 يورو = فرنك أفريقي 655.957. (1 يناير 1999: استبدل اليورو بالفرنك الفرنسي بسعر 6.55957 فرنك فرنسي مقابل 1 يورو)

إن الأحداث التي وقعت في عامي 1960 و1999 لا تعكس سوى التغيرات في العملة المستخدمة في فرنسا: فالقيمة النسبية الفعلية للفرنك الأفريقي مقابل الفرنك الفرنسي/اليورو لم تتغير إلا في عامي 1948 و1994.

### التغيرات في الدول التي تستخدم الفرنك
في عام 1960، بدأت فترة إنهاء الاستعمار العالمي، إيذانًا بنهاية الإمبراطوريات الأوروبية في القارة الأفريقية. اختفت فرنسا من على الخريطة، تاركةً وراءها الفرنك الأفريقي، وهو إرث استعماري، يُتداول في جميع المستعمرات الفرنسية السابقة تقريبًا في أفريقيا. بمرور الوقت، تغيّر عدد الدول والأقاليم التي تستخدم الفرنك الأفريقي، حيث بدأت بعض الدول في إصدار عملاتها الخاصة. كما اختارت بعض الدول في غرب أفريقيا اعتماد الفرنك الأفريقي منذ طرحه، على الرغم من أنها لم تكن يومًا مستعمرات فرنسية.
- 1960: غينيا تغادر وتبدأ في إصدار الفرنكات الغينية.[6]
- 1962: مالي تغادر وتبدأ في إصدار الفرنك المالي.[6]
- 1973: انسحبت مدغشقر (في عام 1972، وفقًا لمصدر آخر) وبدأت في إصدار فرنكها الخاص، الفرنك الملاجاشي، الذي كان يعمل بالتزامن مع الأرياري الملاجاشي (1 أرياري = 5 فرنكات مدغشقرية).[6]
- 1973: موريتانيا تنسحب، وتستبدل الفرنك بالأوقية الموريتانية (1 أوقية = 5 فرنكات غرب أفريقية).[6]
- 1974: سان بيير وميكلون تتجه إلى الفرنك الفرنسي، والذي تغير فيما بعد إلى اليورو.
- 1975: ريونيون تتجه إلى الفرنك الفرنسي،[11] والذي تغير فيما بعد إلى اليورو.
- 1976: مايوت تتجه إلى الفرنك الفرنسي،[12] والذي تغير فيما بعد إلى اليورو.
- 1984: عودة مالي إلى الاتحاد (1 فرنك أفريقي = 2 الفرنك المالي).[6]
- 1985: انضمام غينيا الاستوائية (1 فرنك = 4 بيبكويلي).
- 1997: انضمام غينيا بيساو (1 فرنك = 65 بيزو).

### الاتحاد النقدي الأوروبي
في عام 1998، وتحسبًا للاتحاد الاقتصادي والنقدي للاتحاد الأوروبي، تناول مجلس الاتحاد الأوروبي الاتفاقيات النقدية التي أبرمتها فرنسا مع منطقة الفرنك الأفريقي وجزر القمر وقرر ما يلي:
- ومن غير المرجح أن يكون لهذه الاتفاقيات أي تأثير مادي على السياسة النقدية وسياسة سعر الصرف في منطقة اليورو.
- وفي أشكالها الحالية وحالات تنفيذها، من غير المرجح أن تشكل الاتفاقيات أي عقبة أمام الأداء السلس للاتحاد الاقتصادي والنقدي.
- لا يمكن تفسير أي شيء في الاتفاقيات على أنه يعني ضمناً التزام البنك المركزي الأوروبي أو أي بنك مركزي وطني بدعم قابلية تحويل الفرنك الأفريقي والفرنك القمري .
- إن التعديلات على الاتفاقيات الحالية لن تؤدي إلى أي التزامات على البنك المركزي الأوروبي أو أي بنك مركزي وطني.
- وستضمن الخزانة الفرنسية حرية التحويل بسعر ثابت بين اليورو والفرنك الأفريقي والفرنك القمري.
- وتتولى السلطات الفرنسية المختصة إبقاء المفوضية الأوروبية والبنك المركزي الأوروبي واللجنة الاقتصادية والمالية على علم بتنفيذ الاتفاقيات وإبلاغ اللجنة قبل أي تغييرات في التعادل بين اليورو والفرنك الأفريقي والفرنك القمري.
- إن أي تغيير في طبيعة أو نطاق الاتفاقيات يتطلب موافقة المجلس على أساس توصية المفوضية ومشاورة البنك المركزي الأوروبي.

### النقد في فرنسا
تتضمن حركة السترات الصفراء في فرنسا في كتيبها المطالبة بإلغاء الفرنك الأفريقي في وسط وغرب أفريقيا. وترى حركة السترات الصفراء أن الفرنك الأفريقي أداة للإمبريالية الفرنسية وغطاءً شاملاً للاقتصادات الأفريقية.

### العملة المطبوعة في فرنسا
يعد بنك فرنسا مسؤولاً عن إنتاج الأوراق النقدية والعملات المعدنية للفرنك الأفريقي في مصنعه في شاماليير، وهو ما يراه بعض المنتقدين بمثابة افتقار إلى السيادة للدول الأفريقية.

### انخفاض قيمة العملة
تُعتبر دول منطقة الفرنك الأفريقي (CFA) حكرًا على فرنسا، القوة الوصية السابقة، مما يؤدي إلى وضعٍ يُغذّي أحيانًا شائعاتٍ حول تخفيض قيمة الفرنك الأفريقي. يُعتبر الفرنك الأفريقي عملةً قويةً جدًا، مُبالغًا في قيمتها بنحو 10%. حتى على المدى القصير، يبدو خيار تخفيض قيمته مُستبعدًا.

### الرمزية
بالنسبة لبعض خبراء الاقتصاد الأفارقة، ينبغي إعطاء الأولوية للنقاش حول الحقائق الاقتصادية على رموز الفرنك الأفريقي.

### حق النقض
تحتفظ فرنسا بحق النقض على السياسات النقدية لدول منطقة الفرنك الأفريقي في غرب أفريقيا ووسط أفريقيا.

### الاستقرار
بالنسبة لمؤيدي الفرنك الأفريقي، يكمن الاستقرار الاقتصادي الذي يوفره الفرنك في التعاون النقدي. ويُعزى تخلف دول منطقة الفرنك إلى عوامل مستقلة عن سياساتها النقدية وسياسات سعر الصرف.

### أرباح الشركات الفرنسية
وتأتي التدفقات الفعلية للفرنك الأفريقي بشكل رئيسي من أفريقيا، حيث تذهب الأرباح من الاقتصادات الأفريقية إلى الشركات الفرنسية.

### النقد والاستبدال في غرب أفريقيا
وُجِّهت انتقاداتٌ للعملة لأنها جعلت السياسة النقدية الوطنية للدول النامية في غرب أفريقيا الفرنسية شبه مستحيلة، نظرًا لارتباط قيمة الفرنك الأفريقي باليورو (الذي يُحدِّد البنك المركزي الأوروبي سياسته النقدية). يُخالف آخرون هذا الرأي، مُجادلين بأن الفرنك الأفريقي "يُساعد على استقرار العملات الوطنية للدول الأعضاء في منطقة الفرنك، ويُسهِّل بشكل كبير تدفق الصادرات والواردات بين فرنسا والدول الأعضاء". أشار تقييم الاتحاد الأوروبي لعام 2008 لارتباط الفرنك الأفريقي باليورو إلى أن "فوائد التكامل الاقتصادي داخل كلٍّ من الاتحادين النقديين في منطقة الفرنك الأفريقي، بل وحتى بينهما، ظلت منخفضةً بشكلٍ ملحوظ"، ولكن "عادةً ما وُجِد أن ربط الفرنك بالفرنك الفرنسي، ومنذ عام 1999، باليورو كمرساة لسعر الصرف، كان له آثارٌ إيجابيةٌ في المنطقة من حيث استقرار الاقتصاد الكلي".
يشير النقاد إلى أن العملة تخضع لسيطرة الخزانة الفرنسية، وفي المقابل توجه الدول الأفريقية أموالاً إلى فرنسا أكثر مما تتلقاه من مساعدات وليس لها سيادة على سياساتها النقدية. في يناير 2019، اتهم الوزراء الإيطاليون فرنسا بإفقار أفريقيا من خلال الفرنك الأفريقي، واستمرت الانتقادات من مختلف المنظمات الأفريقية. في 21 ديسمبر 2019، أعلن الرئيس الحسن واتارا من ساحل العاج والرئيس إيمانويل ماكرون من فرنسا عن مبادرة لاستبدال الفرنك الأفريقي لغرب أفريقيا بالإيكو. وبعد ذلك، بدأ إصلاح الفرنك الأفريقي لغرب أفريقيا. في مايو 2020، وافقت الجمعية الوطنية الفرنسية على إنهاء المشاركة الفرنسية في الفرنك الأفريقي لغرب أفريقيا. لن تضطر الدول التي تستخدم العملة بعد الآن إلى إيداع نصف احتياطياتها من النقد الأجنبي لدى الخزانة الفرنسية. في ديسمبر 2024، نُشر في تقرير اعتمدته لجنة الشؤون الخارجية الفرنسية أن إصلاح الفرنك الأفريقي في عام 2019 كان غير مكتمل، ويرجع ذلك إلى حد كبير إلى إحجام رؤساء الدول الأفريقية عن إكماله.
في نوفمبر 2024، نشرت شبكة "تورنو لا بيغ" ومركز الأبحاث الدولية التابع لمعهد العلوم السياسية (CERI) استطلاعًا حول العلاقات بين دول غرب أفريقيا ووسط أفريقيا من المستعمرات الفرنسية السابقة. أعرب ما يقرب من 95% من سكان غرب أفريقيا الذين شملهم الاستطلاع عن رغبتهم في المغادرة.
تخطط المجموعة الاقتصادية الأوسع لدول غرب أفريقيا (ECOWAS)، والتي تضم أعضاء الاتحاد الاقتصادي والنقدي لغرب أفريقيا (UEMOA)، لتقديم عملة مشتركة خاصة بها للدول الأعضاء بحلول عام 2027، والتي اعتمدت أيضًا رسميًا اسم Eco.

### نقاش حول إنهاء اتفاقية وسط أفريقيا
في 25 أبريل/نيسان 2023، نوقش موضوع الفرنك الأفريقي في الاجتماع الوزاري للمجموعة الاقتصادية والنقدية لوسط أفريقيا (سيماك) وفرنسا. ويرى الفرنسيون أن الضمانات المقدمة للفرنك الأفريقي، وضمان قابليته للتحويل، ركيزة أساسية للاستقرار الاقتصادي في المنطقة. وتظل فرنسا "منفتحة" و"مستعدة" لقبول مقترحات المجموعة الاقتصادية والنقدية لوسط أفريقيا لإصلاح التعاون النقدي في وسط أفريقيا، كما حدث في غرب أفريقيا.

### النشاط ضد الفرنك الأفريقي
في مايو/أيار 2025، سيقوم الناشطون والاقتصاديون وممثلو المجتمع المدني المعارضون لاستخدام الفرنك الأفريقي بتنظيم مؤتمرات واجتماعات في مختلف العواصم الأفريقية.

## معرض صور

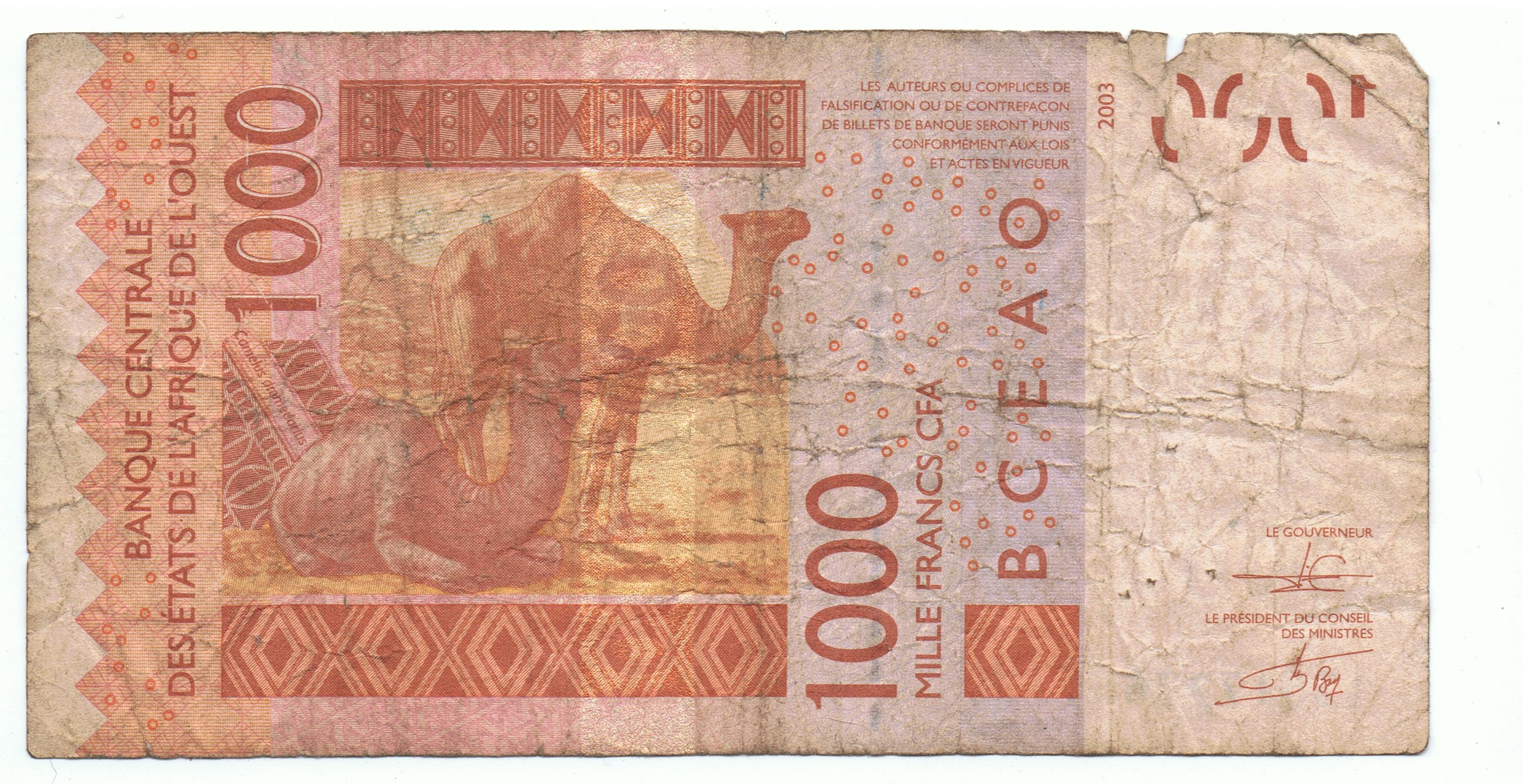
1000 فرنك غرب أفريقي
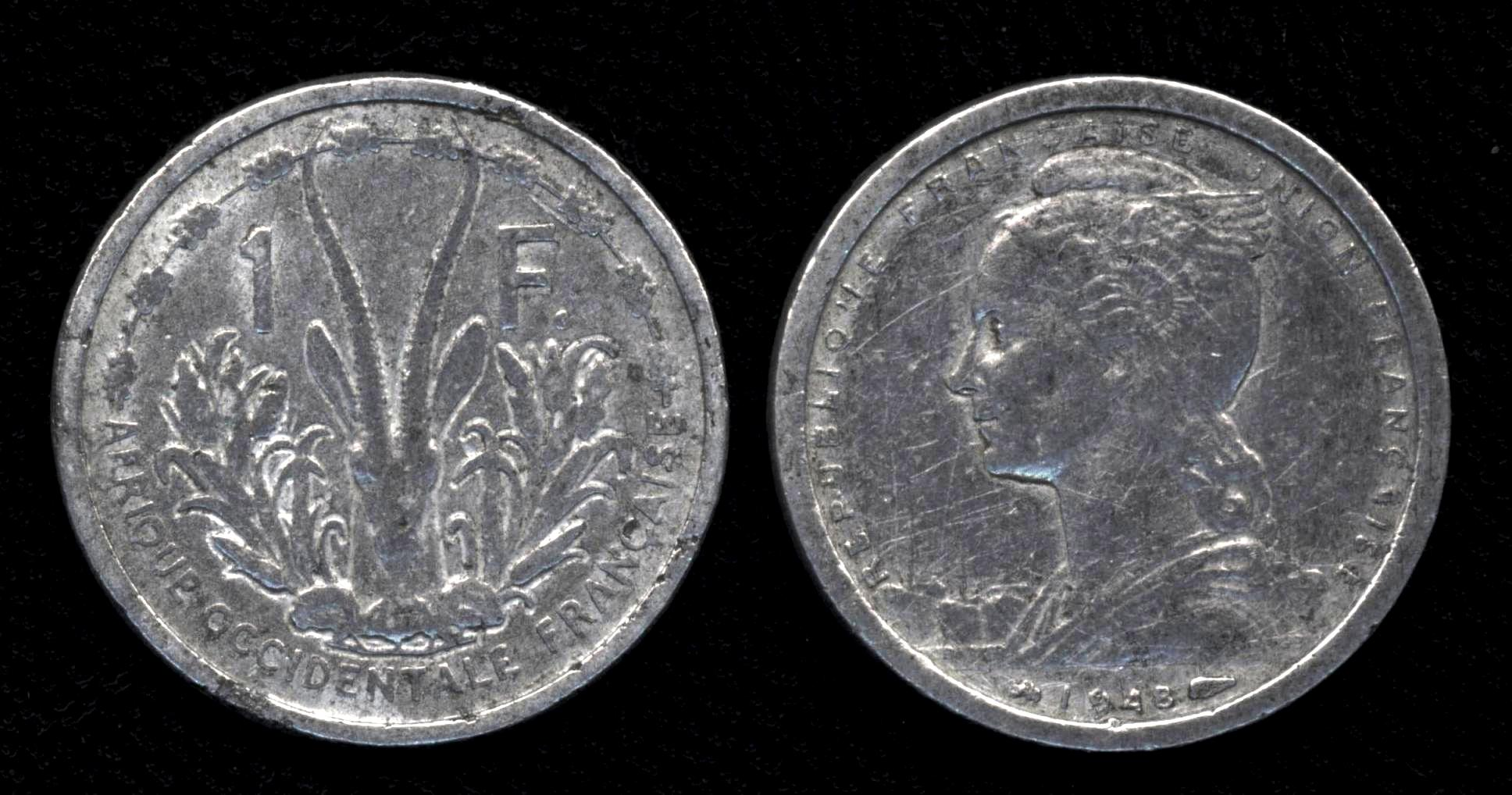
F.CFA 1 عملة
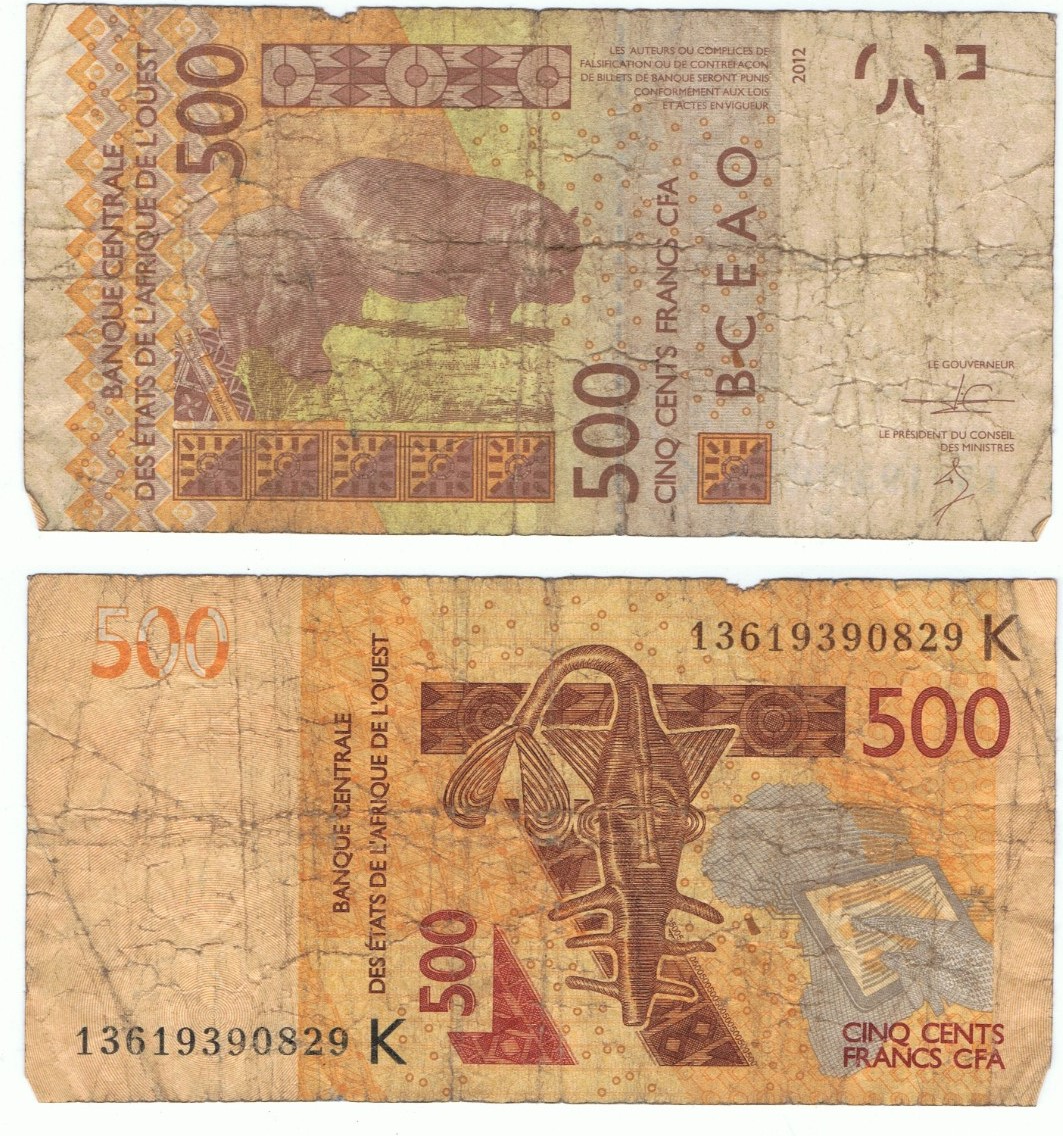
500 فرنك غرب أفريقي

## روابط خارجية
- تاريخ الفرنك الأفريقي
- معلومات عن منطقة الفرنك في بنك فرنسا نسخة محفوظة 2 December 2016 على موقع واي باك مشين. (بالإنجليزية)
  - Franc zone information at Banque de France (باللغة الفرنسية) ( يترجم إلى الإنجليزية: جوجل ، بينغ ، ياندكس ) (باللغة الفرنسية، ولكن أكثر شمولاً من النسخة الإنجليزية)
- قرار مجلس أوروبا المؤرخ 23 نوفمبر/تشرين الثاني 1998 بشأن الفرنك الأفريقي والفرنك القمري
- "للأفضل أو الأسوأ: اليورو والفرنك الأفريقي" ، مجلة "انتعاش أفريقيا"، إدارة الإعلام، الأمم المتحدة (أبريل/نيسان 1999)